# Cantó de Neuville-sur-Saône
El cantó de Neuville-sur-Saône és un antic cantó francès del departament del Roine, situat al districte de Lió. Té 15 municipis i el cap és Neuville-sur-Saône.

## Municipis
- Albigny-sur-Saône
- Cailloux-sur-Fontaines
- Couzon-au-Mont-d'Or
- Curis-au-Mont-d'Or
- Fleurieu-sur-Saône
- Fontaines-Saint-Martin
- Fontaines-sur-Saône
- Genay
- Montanay
- Neuville-sur-Saône
- Poleymieux-au-Mont-d'Or
- Quincieux
- Rochetaillée-sur-Saône
- Saint-Germain-au-Mont-d'Or
- Saint-Romain-au-Mont-d'Or

| Data d'elecció                           | Identitat         | Partit            | Qualitat |
| ---------------------------------------- | ----------------- | ----------------- | -------- |
| 1945-1982                                | Frédéric Dugoujon | UDSR, després UDF |          |
| 1982-2008                                | Jacques Meyer     | RPR, després UMP  |          |
| 2008-2014                                | Paul Laffly       | UMP               |          |
| les dades anteriors no són pas conegudes |                   |                   |          |